# Criança índigo
Criança índigo é um termo utilizado para descrever crianças que a parapsicologia, uma pseudociência, acredita serem especiais. Os defensores desta crença afirmam que os "índigos" constituem uma nova geração de crianças, com habilidades especiais, e que têm por objetivo a reconstrução de uma "nova era" na Humanidade. Estas crianças são geralmente classificadas como possuidoras de habilidades sociais mais refinadas, maior sensibilidade, desenvolvimento profundo de questões ético-morais e portariam personalidades peculiares que possibilitariam facilmente sua identificação relativamente a outras crianças.
Farta literatura tem sido publicada a respeito. Contudo, o sistema de classificação "crianças índigo" tem sido rejeitado pela comunidade científica, principalmente por conselhos de pediatria e especialistas em educação infantil, justamente por inexistir qualquer demonstração científica sobre a ocorrência do fenômeno. Críticos apontam que o sistema é tão vago que pode aplicar-se a praticamente qualquer um, levando ao que se conhece como Efeito Forer. É de notar a crescente relevância que as crianças índigo têm revelado para a Parapsicologia.
Aos olhos da sociologia, as crianças índigo são associadas à Geração Y.
É um tema fortemente ligado ao espiritismo.

## Definição
Chamam-se crianças índigo a certos indivíduos que, supostamente ao nascer, trouxeram características que os diferenciam das crianças normais, tais como a intuição, a espontaneidade, a resistência à moralidade estrita e restritiva, e uma grande imaginação. Avolumam-se frequentemente também entre tais capacidades, os dons paranormais, embora estes dons não sejam usualmente do conhecimento da própria criança. As crianças índigo, talvez, podem ser vistas duvidosamente como uma espécie de milenarismo, porém, acredita-se que tais seres possam de alguma forma mudar o mundo trazendo-o até um estado mais espiritual e menos estritamente moralizado ou excessivamente material.[carece de fontes?]
Há que notar que uma boa quantidade das crianças índigo são classificadas de hiperativas ou diagnosticadas com transtorno do déficit de atenção com hiperatividade, o que explicaria em boa parte o crescente interesse de mães, pais e educadores por este assunto. No entanto Russell Barkley, pesquisador do instituto de psiquiatria da State University of New York e da Upstate Medical University in Syracuse, disse em entrevista ao jornal The New York Times: "Todos preferiríamos não ter nossas crianças tachadas com uma transtorno mental, mas neste caso (criança índigo) é um diagnóstico falso".

## Criança índigo e a sua aura
Em 1982 a parapsicóloga Nancy Ann Tappe elaborou um sistema para classificar os seres humanos de acordo com a suposta cor da sua aura espiritual, lançando a obra "Compreenda a sua Vida através da Cor" onde fez um estudo sobre "as cores da vida". Segundo a autora, cada pessoa possui uma certa cor na sua aura em função da sua personalidade e interesses. No caso das crianças índigo, a aura deles tenderia a mostrar as cores anil ou azul, ao que se atribui uma espiritualidade mais desenvolvida.
A autora afirmou ter detectado pelo seu método que as auras de cor índigo começaram a surgir com mais frequência na década de 1980, mostrando uma tendência a proliferar, o que parece justificar o seu papel de transformação da sociedade nas primeiras dadas do século XXI.
É importante ressaltar que o conceito de aura nunca foi demonstrado lógica ou empiricamente. Assim, qualquer estudo que tire conclusões a partir da análise de auras ainda deve demonstrar a validade da premissa, ou seja, a existência de tal coisa como a aura.
Assim o sítio Indigo Child, relativamente aos relatos de quem diz ver as "cores das auras", de alguma forma, adverte:

"e... só para o caso de ouvirem o contrário de outras fontes 'índigo', a palavra "índigo" não tem nada a ver com a cor de uma aura! Isso é o resultado de observações científicas da parte de uma mulher com um distúrbio cerebral a que é dado o nome de sinestesia."Original (em inglês): "and... just in case you heard otherwise from other 'indigo' sources, the designated word "Indigo" has nothing to do with the color of an aura! It is the result of scientific observations by a woman who has the brain disorder called synesthesia." indigochild.com (em inglês)

## Características
As crianças índigo apresentariam uma série de atributos sensoriais recorrentes, como a hipersensibilidade auditiva ou a hipersensibilidade tátil. De igual modo, apresentariam um padrão de comportamento peculiar, destacando-se:
- Chegam ao mundo com sentimento de realeza e a curto tempo se comportam como tal;
- Têm a sensação de ter uma tarefa específica no mundo, e se surpreendem quando os outros não a partilham;
- Custa-lhes aceitar a autoridade que não oferece explicação nem alternativa;
- Sentem-se frustrados com os sistemas ritualistas que não requerem um pensamento criativo;
- A curto tempo encontram formas melhores de fazer as coisas, tanto em casa como na escola;
- Não reagem pela disciplina da culpa;
- Não são tímidos para manifestar as suas necessidades.

## Crianças índigo e espiritismo
O tema, apesar de originalmente atravessar décadas, ganhou um novo estímulo nos últimos anos, sendo divulgado pela Doutrina Espírita. Particularmente depois que o médium e orador espírita Divaldo Franco teve uma de suas palestras sobre o tema transcrita e ampliada, e que foi transformada em livro bilíngue pelas mãos da neurocientista brasileira Vanessa Anseloni, radicada nos EUA e antiga defensora da integração entre os dois temas. A partir de então, o conceito passou a ser visto com simpatia por muitos espíritas.
Para eles, as crianças índigo seriam espíritos exilados de outros mundos. Como não fossem capazes de acompanhar o "progresso moral" de tais planetas, eles teriam sido encaminhados para mundos inferiores, como a Terra, com a meta de auxiliar sua evolução. Os defensores dessa ideia tratam-na como um desenvolvimento do tema migrações espirituais, presente em obras populares no meio espírita brasileiro, como A Caminho da Luz e Exilados de Capela, e referido por Allan Kardec em A Gênese.
Por outro lado, há grupos espíritas que são contrários à associação entre o tema crianças índigo e o espiritismo. Defendem que as obras A Caminho da Luz e A Gênese não abordam o termo crianças índigo, tampouco trazem referências às características físicas e psicológicas que costumam ser atribuídas a elas. Eles repudiam a publicação e a tradução de livros relacionados ao tema por editoras que possuem foco de mercado no público espírita, como a Petit, bem como os palestrantes espíritas que utilizam esta temática.
Alguns pesquisadores dizem ser muito difícil haver uma civilização mais evoluída no sistema solar de uma estrela Plêiade como Alcyone, conforme afirma Divaldo Pereira Franco, pois estas teriam apenas cerca de 100 milhões de anos, enquanto a Terra teria demorado quase um bilhão de anos apenas para esfriar e aparecerem os primeiros organismos unicelulares e quase mais quatro bilhões para o surgimento do "Homo sapiens". Além de contestar a suposta influência gravitacional de Alcyone na Terra.
Divaldo Franco não reconhece influência mediúnica em suas elaborações sobre o tema. Por se tratar de um palestrante que também se notabilizou como médium, esse fato pode servir como fonte de descrédito, diante de certos setores espíritas, para as ideias que defende sobre crianças índigo. Mesmo assim, é válido afirmar que, para o espiritismo, os médiuns também devem seguir suas intuições à luz de Deus.[carece de fontes?]
O boletim "Mensagem" discute sobre a origem do termo crianças índigo e sua utilização no movimento espírita.